# Folklore

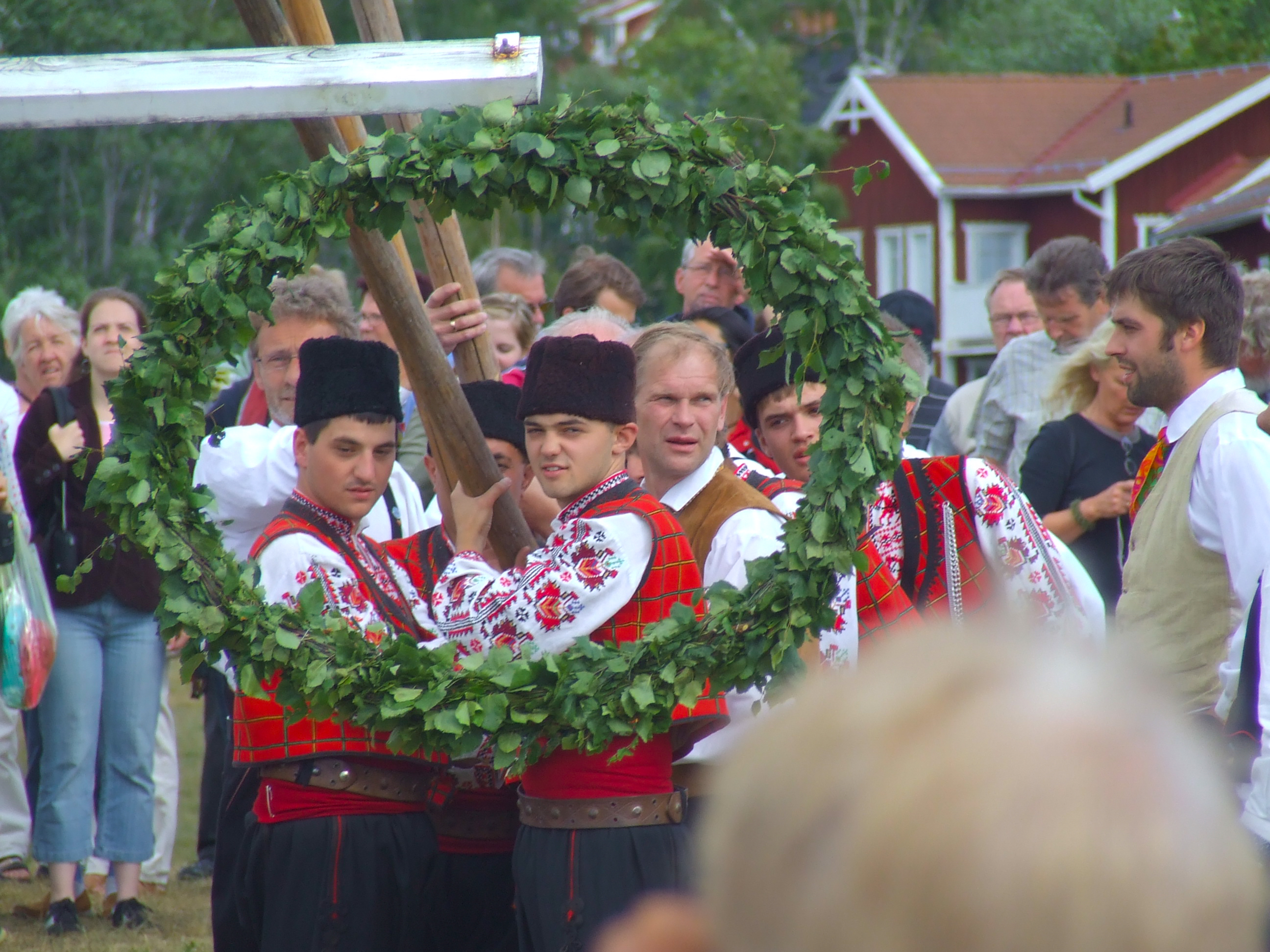
In der schwedischen Region Dalarna treffen sich regelmäßig zum Mittsommerfest Folkloregruppen aus ganz Europa. Auf dem Bild errichten Gäste aus Osteuropa die Majstång

Die Folklore (von englisch folk „Volk“, und lore „Überlieferung“ oder „Wissen“) ist der sichtbare Ausdruck des immateriellen kulturellen Erbes einer ethnischen oder religiösen Gemeinschaft. Sie umfasst althergebrachte Traditionen des Volkes (z. B. Materialkultur, Kulte, Riten, Bräuche, Sitten, Musik, Volkskunst, Literatur) und beruht auf generationsübergreifender Überlieferung, die in mündlicher, unter Umständen aber auch schon seit geraumer Zeit schriftlich oder bildlich fixierter Form vorliegen kann. Moderne kulturelle Erscheinungsformen, die ebenfalls Ausdruck einer kulturellen oder subkulturellen Gemeinschaft sein können, werden üblicherweise ebenso wenig zur Folklore gerechnet wie hochkulturelle Leistungen, die zwar ebenfalls landestypisch oder kulturspezifisch sein können, aber keinen volkstümlichen Charakter besitzen.
Wissenschaftlich befasst sich mit Folklore die Disziplin der Folkloristik als Teilgebiet der allgemeinen Volkskunde und der Erzählforschung.

## Begriffsgeschichte

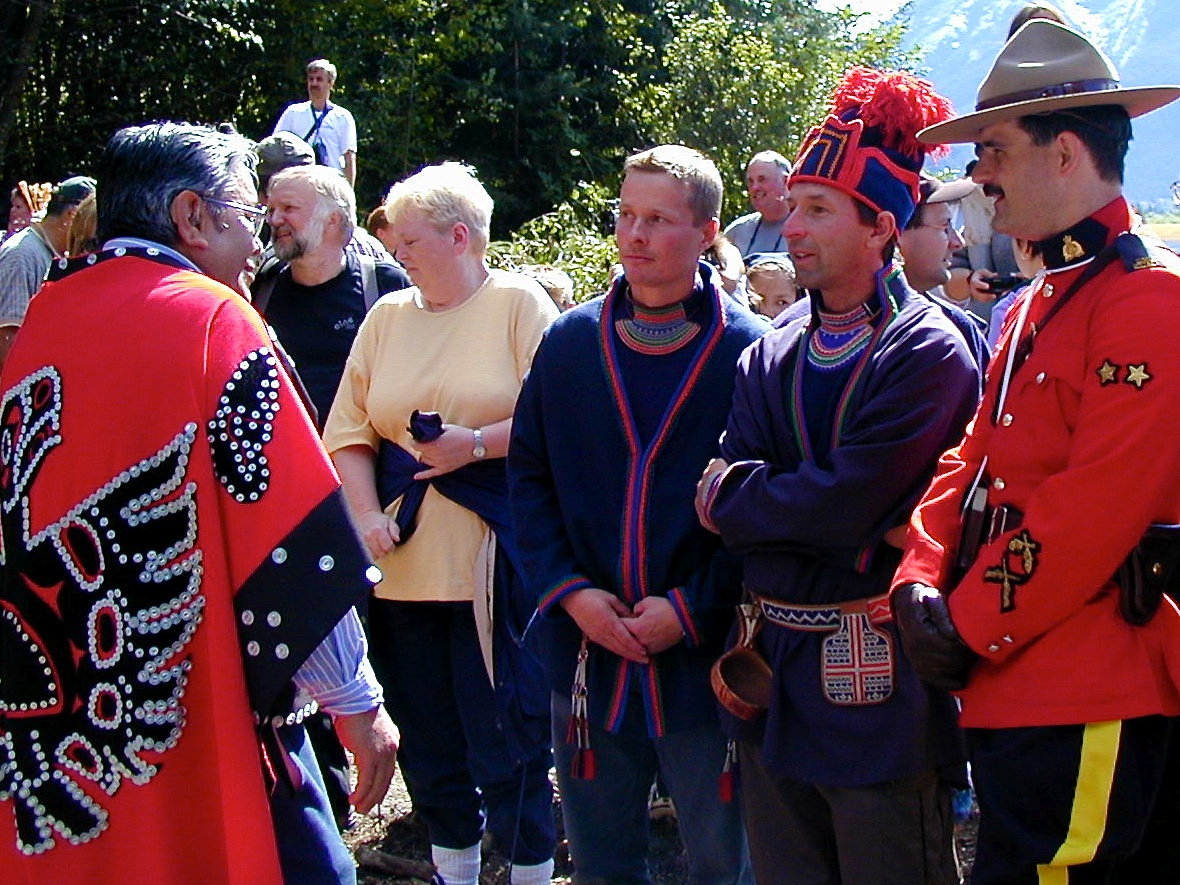
Trachten und Uniformen können Bestandteil der Folklore sein. Links ein Haisla-Indianer (NW-Kanada), zwei Sámi (Schweden) in volkstümlicher Kleidung und ein kanadischer Mountie in traditioneller Parademontur

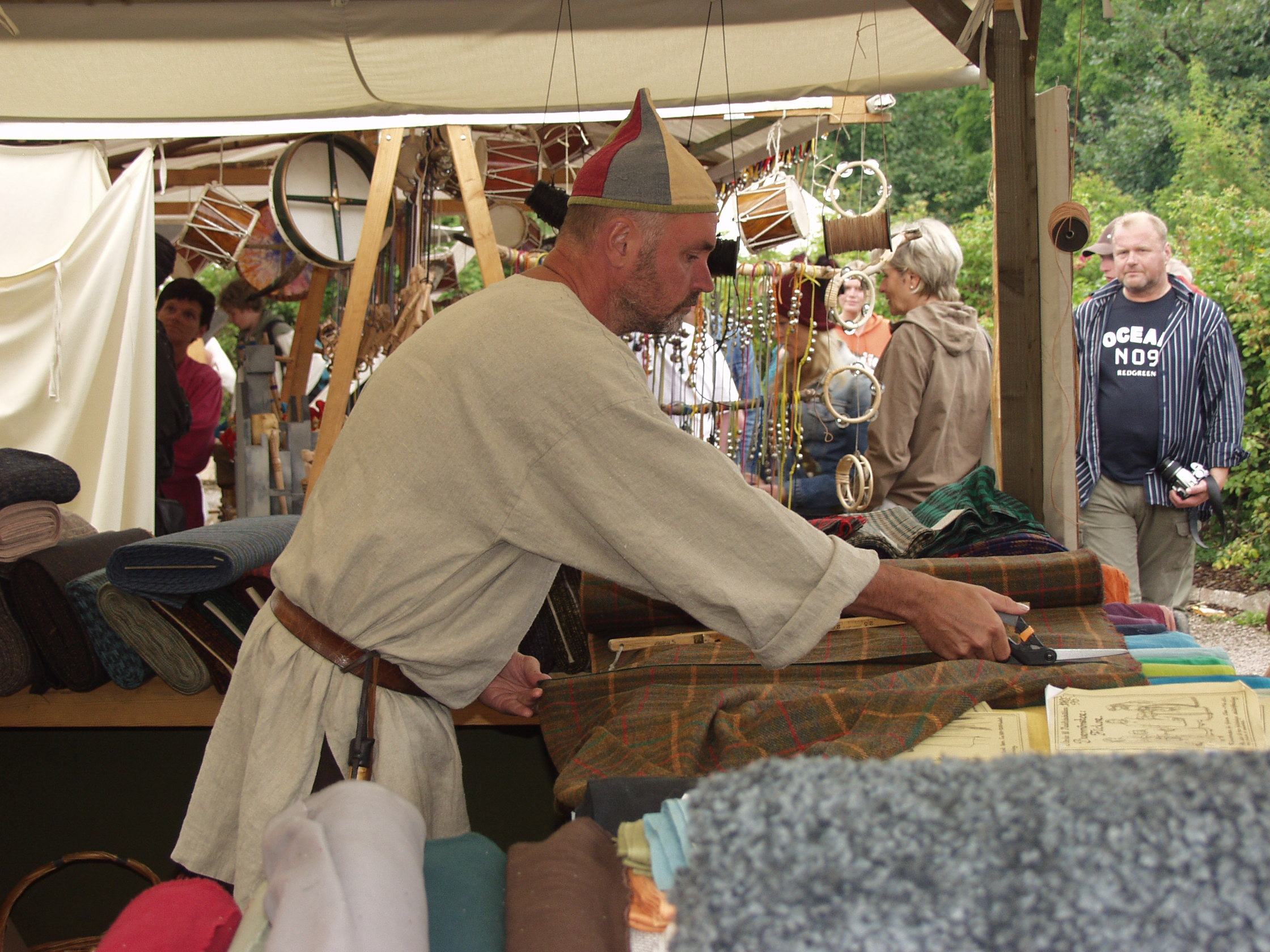
Mittelaltermärkte sind keine Folklore, sondern folkloristische und historisierende Veranstaltungen, bei denen die Darsteller keine lebendig überlieferten Traditionen ausüben

Die Vorläufer des Begriffs gehen ins 18. Jahrhundert in den deutschen Sprachraum zurück. Johann Gottfried von Herder verbreitete erstmals Begriffe wie „Volkslied“, „Volksseele“ oder „Volksglaube“ und unternahm 1778/79 mit der Veröffentlichung seiner Sammlung Stimmen der Völker in Liedern den ersten Versuch, Traditionen und Kulturgüter des einfachen Volkes zu dokumentieren und zu archivieren. Erst mit den Gebrüdern Grimm, die 1812 den ersten Band ihrer Kinder- und Hausmärchen herausgaben, erreichte die folkloristische Dokumentationsarbeit wissenschaftliches Niveau.
Das englische Kunstwort „folk-lore“ wurde von dem Kulturhistoriker William John Thoms (1803–1885) geschaffen. Es taucht erstmals als Überschrift eines Artikels in der Londoner Literatur-Wochenzeitschrift The Athenaeum auf, den Thoms im August 1846 unter dem Pseudonym Ambrose Merton veröffentlichte. Das Wort, so erläuterte Thoms, bedeute „Volksüberlieferung“ („the Lore of the people“). Er sah Bedarf für einen neuen englischen Begriff, der die bis dato verwendete Bezeichnung „volkstümliche Altertümer“ (popular antiquities) ersetzte, um das von den Gebrüdern Grimm (insbesondere in Jacob Grimms Deutsche Mythologie ab 1835) veröffentlichte Volksgut besser zuordnen zu können.
Thoms hatte das Wort der angelsächsischen Sprache des 11. Jahrhunderts entnommen, wo der Begriff folklǡr begegnet. Im Altenglischen bedeutete lǡr so viel wie „Wissen, Lehre“. Der Wortbestandteil folk bezeichnet im Englischen das Volk, die Leute – mit einem gewissen sozialen Akzent auf den weniger gebildeten Schichten, aber im Gegensatz zu people und noch deutlicher zum deutschen Wort „Volk“ ohne nationalen Gehalt.
Die neue Bezeichnung setzte sich sehr schnell durch und wurde in weniger als einem Jahr zum gängigen Begriff, obwohl Thoms nie eine genauere Begriffsdefinition lieferte. Auch in die skandinavischen Sprachen und selbst in einige romanische Sprachen drang sie binnen weniger Jahrzehnte ein. Thoms’ Arbeiten regten 1878 die Gründung der englischen „Folk-Lore Society“ an, die er selbst leitete. In Amerika entstand 1888 die „American Folklore Society“ unter ihrem Präsidenten Francis James Child, der um 1856 mit dem Studium englischer und schottischer Folkballaden begonnen hatte. Dagegen stieß der Begriff in der deutschsprachigen Volkskunde als modisches Fremdwort weitgehend auf Ablehnung und konnte nicht heimisch werden. Dabei spielte auch ideologische Abwehr eine Rolle, weil man befürchtete, dass mit dem Wort „Folklore“ der nationale Gehalt der Volkskunde verlorengehen könnte. Eine Ausnahme bildete der 1863 in die USA ausgewanderte Karl Knortz, der dem „1846 zum ersten Male in England gebrauchten und seitdem in allen civilisirten Ländern adoptirten Worte“ durch ein Buch mit dem Titel Folklore, das er 1896 in Dresden herausgab und das auf seinen in New York und Indiana an der Hochschule gehaltenen Vorträgen basierte, Eingang in den deutschen Wissenschaftsdiskurs zu verschaffen suchte. Er verstand unter „Folklore“ die „Quintessenz der Gedankenarbeit eines ganzen, von der Kultur noch unbeleckten Volkes, wozu nun in diesem Falle nicht nur die Aboriginer und altfränkischen Leute, sondern auch alle Kinder der Erde gehören“. Vor allem in Amerika setzte sich die weite Definition des Begriffsumfangs durch. Francis Abernethy definiert Folklore ganz grundsätzlich als das traditionelle Wissen einer Kultur.

## Inhalt
Aus dem Wort Folklore ergibt sich, dass es sich um die traditionelle Kultur eines Volkes bzw. einer Gemeinschaft handelt. Der Kulturbegriff wird im engeren folkloristischen Sinn oft auf künstlerische und literarische Ausdrucksformen begrenzt und nicht notwendigerweise im weiteren anthropologischen Sinne als allgemeine Lebensart einer Gesellschaft gefasst. Tradition wird als Weitergabe von Generation zu Generation, Volk als traditionelle Gemeinschaft verstanden, die sich durch eigentümliche Sitten und Gebräuche von anderen Gemeinschaften abgrenzt.

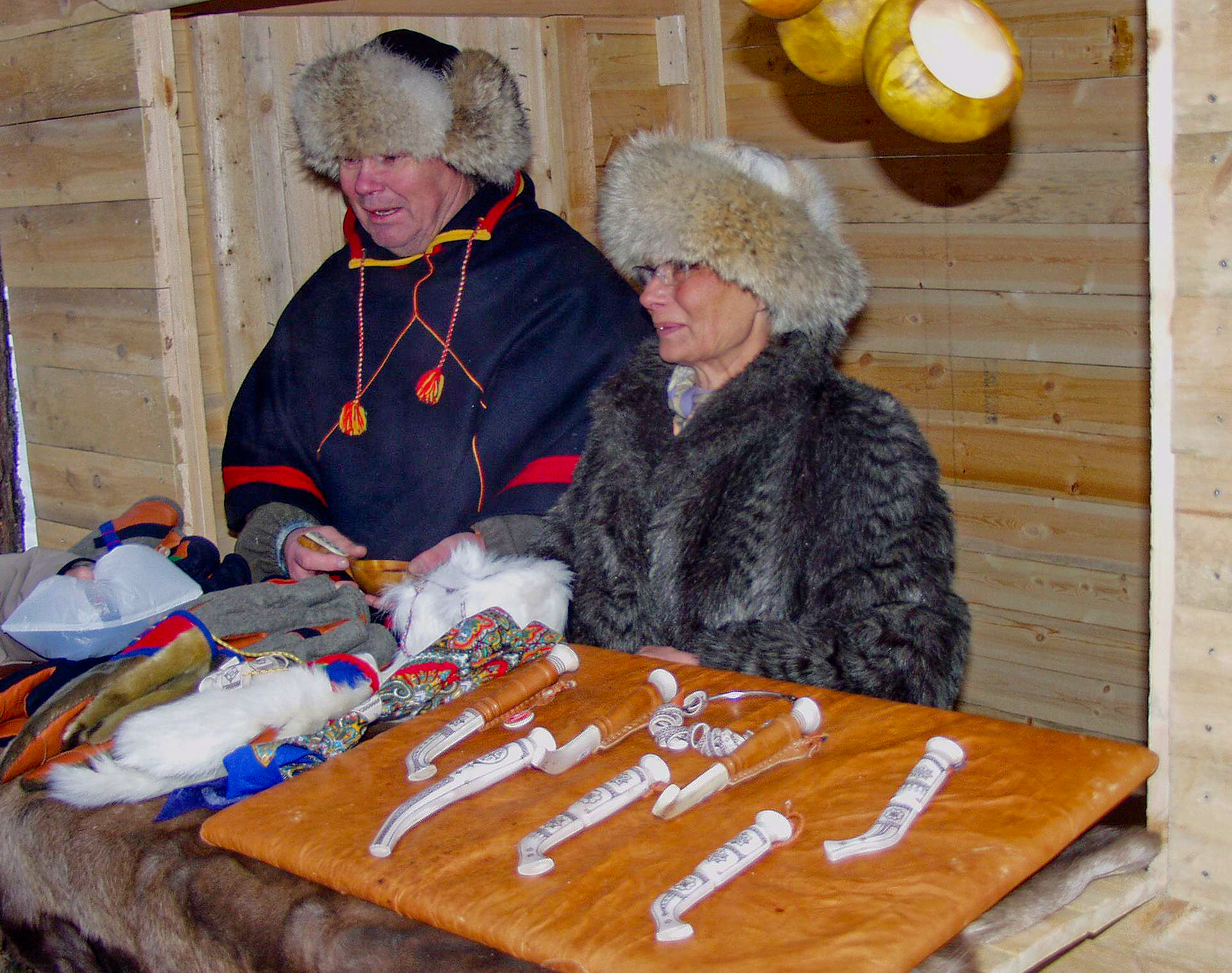
Für viele indigene Völker (hier die Sámi Lapplands) sind Elemente der Folklore, wie z. B. das Kunsthandwerk, heute zusätzliche Einnahmequellen

Im Deutschen wird der Begriff heute als Sammelbegriff für die meist regional gebundenen Erscheinungsformen populärer Musik, Literatur und Festkultur gebraucht, mit denen sich die Volkskunde beschäftigt. Neben Volkslied, Volkstanz und Volksmusik, die „Folklore“ als Gegenstand der Musikwissenschaft bezeichnet, gehören im volkskundlichen und literaturwissenschaftlichen Verständnis zusätzlich Volksbräuche, Sagen, Märchen, Fabeln, Legenden, Sprichwörter, Trachten, Reime, Schwänke, Volkstheater, Balladen, Witze, Zaubersprüche, Berufstraditionen oder charakteristische handwerkliche Techniken zur Folklore.
Folklore findet ihren materiellen Niederschlag in lokalen Varianten des Kunsthandwerks, der Architektur und in Schmuck, Kleidung und landestypischen Speisen und Getränken. In vielen Kulturen sind Volksfrömmigkeit und volksreligiöse Feste untrennbarer Bestandteil der Folklore. Auch profane Folklore kann religiöse oder mythologische Elemente enthalten. Sagen und Volksmärchen können religiös-erbauliche Traditionen oder naturreligiöse Züge aufweisen. Musikfolklore ist die Vokal- und Instrumentalmusik des Volkes.

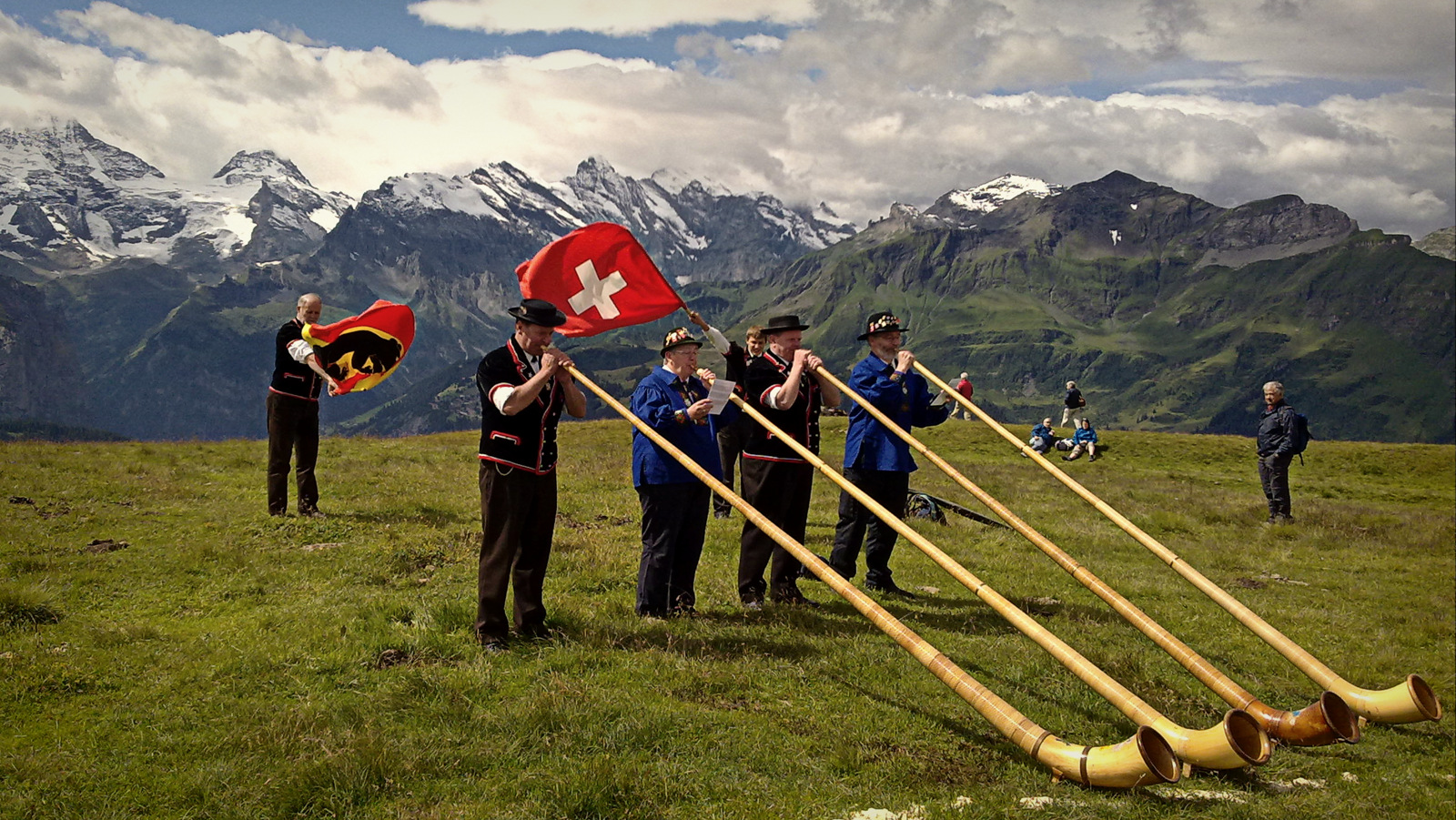
Ein wichtiges Element der alpenländischen Folklore ist das Alphorn

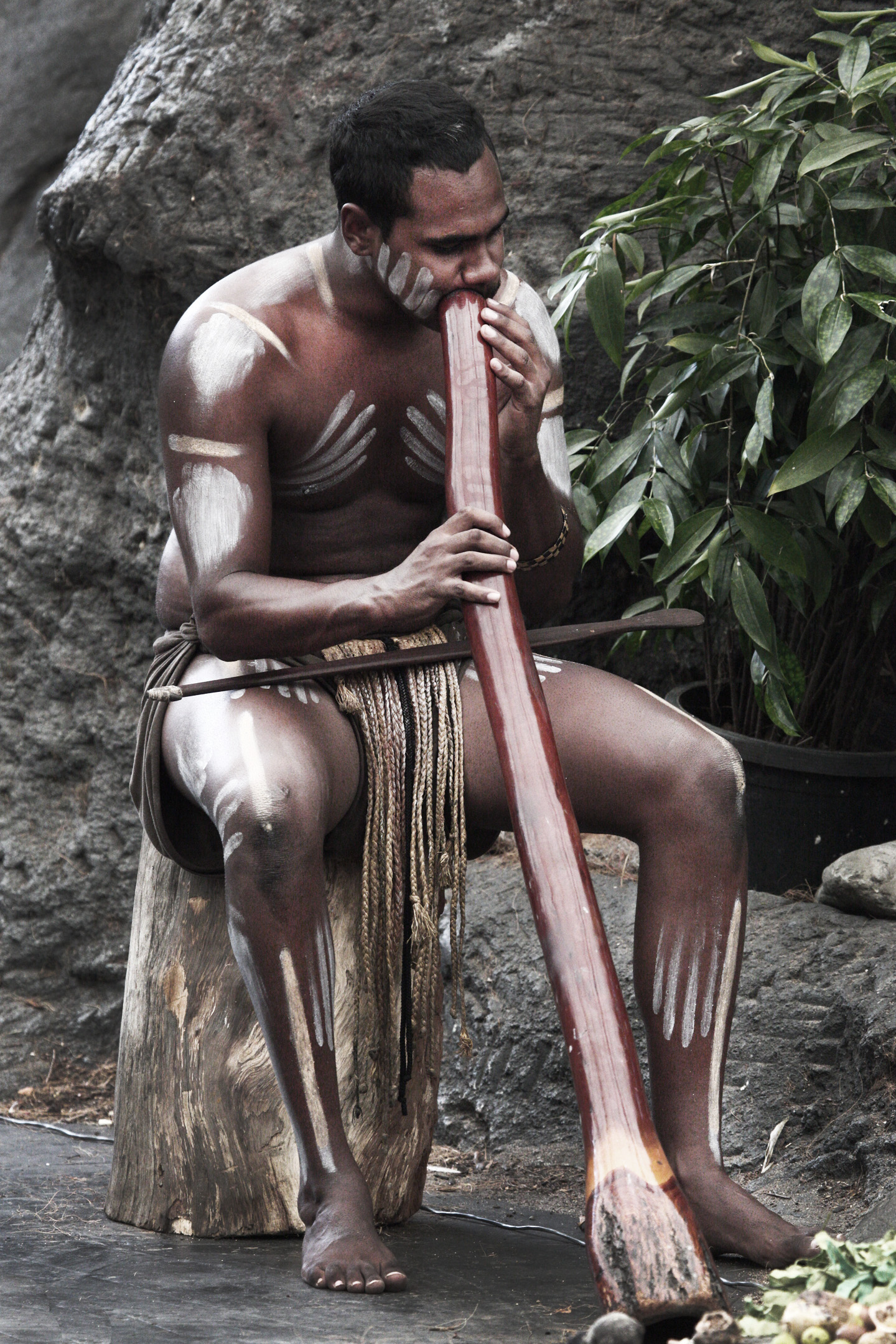
Bei den nordaustralischen Aborigines spielt das Didgeridoo eine wichtige Rolle in der Folklore

## Abgrenzung und Sonderbedeutungen
Folklore wird abgegrenzt von modernen Kulturerscheinungen, denen es an der geschichtlichen Überlieferung aus alter Zeit fehlt; von Errungenschaften der Hoch- oder Elitenkultur, denen es am Merkmal der Volkstümlichkeit fehlt; desgleichen von Nachbildungen, Rekonstruktionen (etwa auch Reenactment), Kunstbildungen und Neuschöpfungen (etwa „ausgedachte Kulturen“ wie J. R. R. Tolkiens Der Herr der Ringe), die nie zur real gelebten Kultur einer Gemeinschaft gehört haben; und von anderen fiktiven Kulturinhalten (etwa die Spaghettimonster-Religion), die zwar künstlerischen Wert besitzen können, aber nicht zum gewachsenen Kulturerbe gerechnet werden.
Ausgehend von den USA hat sich in der englischsprachigen Welt vielfach eine Verengung des Begriffs auf musikalische Formen eingebürgert. Die Musikrichtung des Folk versteht sich als Adaption traditioneller Musikfolklore. Dabei stehen zeitgenössische Bearbeitungen traditioneller Lieder und Stücke („Folksong“) im Vordergrund.
Im Deutschen wird der Begriff Folklore bisweilen abwertend für pittoreske Darbietungen verwendet, die vordergründig als ursprüngliches Volksgut proklamiert werden, aber eher kommerzialisierte, verkitschte, trivial-sentimentale oder unechte Darstellungen angeblicher Volkssitten oder Ähnliches enthalten (→ siehe: Folklorismus und Fakelore).